# Pulsatilla dahurica
Pulsatilla dahurica är en ranunkelväxtart som först beskrevs av Fisch. och Dc., och fick sitt nu gällande namn av Spreng.. Pulsatilla dahurica ingår i släktet pulsatillor, och familjen ranunkelväxter. Inga underarter finns listade i Catalogue of Life.